# Cazeneuve-Montaut
Cazeneuve-Montaut är en kommun i departementet Haute-Garonne i regionen Occitanien i södra Frankrike. Kommunen ligger i kantonen Aurignac som tillhör arrondissementet Saint-Gaudens. År 2022 hade Cazeneuve-Montaut 90 invånare.

## Befolkningsutveckling
Antalet invånare i kommunen Cazeneuve-Montaut
Referens:INSEE